# М-107 (двигатель)
М-107 (с 8 марта 1944 года — ВК-107) — советский авиационный поршневой двигатель конструкции В. Я. Климова. Являлся дальнейшим развитием двигателя М-105 с форсированием по оборотам.
Разрабатывался с марта 1940 года. Серийное производство началось в 1942 году. В ряде модификаций двигатель выпускался до конца 1948 года. Всего было выпущено 7902 экземпляра в разных вариантах.
Двигатели ВК-107А поставлялись на экспорт в Албанию, Венгрию, Китай, Польшу, Югославию.

## Конструкция
Двигатель как и у прототипа оставался 12-ти цилиндровым, V-образным, с развалом цилиндров в 60°, получил редуктор с передаточным отношением 1:2. Но были полностью переработаны блоки цилиндров: для увеличения проходных сечений клапанов, каждый цилиндр имел теперь не три, а четыре клапана — по 2 впускных и выпускных. Помимо конструкции клапанов изменению подверглись картер, коленвал, шатуны, поршни и ряд других узлов, которые были усилены, в связи с увеличением нагрузок, действующих на них. Существенным отличием М-107 от предыдущих моделей стало то, что на выходе из нагнетателя часть воздуха направлялась непосредственно в цилиндры, минуя карбюратор, а другая, проходя через карбюратор, попадала в цилиндр в виде сильно обогащенной смеси. Сам нагнетатель оснащался направляющим аппаратом с лопатками Поликовского.

## Модификации
- М-107 (М-107П)
- М-107НТ
- М-107А (ВК-107А)
- ВК-107Р — имел нагнетатель большой высотности. Данный двигатель (ВК-107-Э-30-20) применялся для комбинированной силовой установки Э-30-20

## Применение
Двигатели М-107 (ВК-107) устанавливались на серийных самолетах Як-9У, Пе-2 (малая серия) и опытных Як-3 ВК-107, Пе-2И, И-250 (МиГ-13), ИТП М-1.

## Экспозиция в музеях
Двигатель М-107 представлен в экспозициях следующих музеев:
- музей ВВС, Монино (Московская область)